# Heoclisis fundata
Heoclisis fundata är en insektsart som först beskrevs av Walker 1853.  Heoclisis fundata ingår i släktet Heoclisis och familjen myrlejonsländor. Inga underarter finns listade i Catalogue of Life.

## Bildgalleri

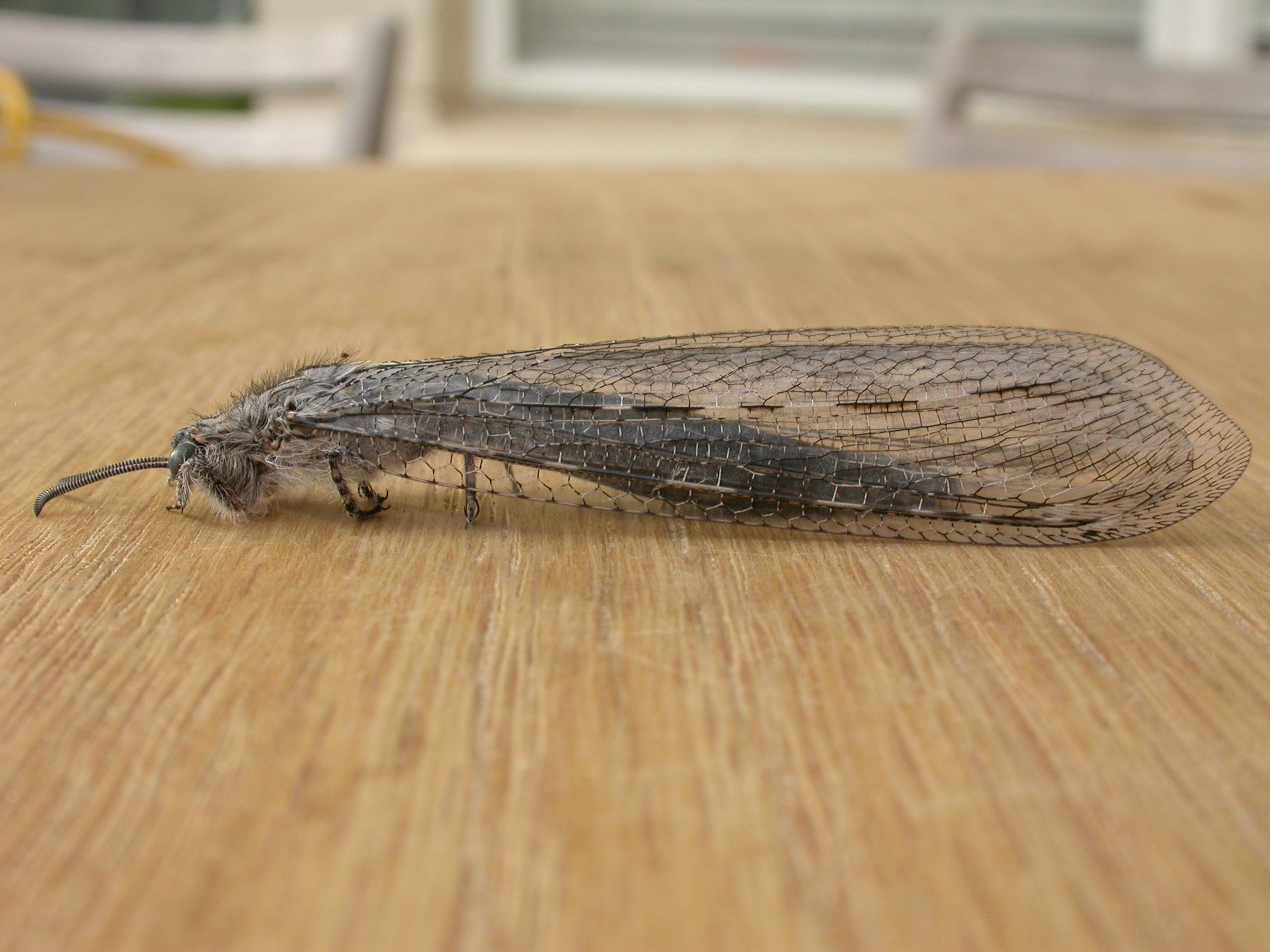